# Паєніер (Луїзіана)
Паєніер (англ. Pioneer) — селище (англ. village) в США, в окрузі Вест-Керролл штату Луїзіана. Населення — 149 осіб (2020).

## Географія
Паєніер розташований за координатами 32°44′17″ пн. ш. 91°26′17″ зх. д. / 32.73806° пн. ш. 91.43806° зх. д. (32.738101, -91.438126).  За даними Бюро перепису населення США в 2010 році селище мало площу 2,81 км², уся площа — суходіл.

## Демографія
Згідно з переписом 2010 року, у селищі мешкало 156 осіб у 56 домогосподарствах у складі 38 родин. Густота населення становила 55 осіб/км².  Було 64 помешкання (23/км²).
Расовий склад населення:
| - 57,7 % — білих - 41,0 % — чорних або афроамериканців - 0,6 % — корінних американців |

До двох чи більше рас належало 0,6 %. Частка іспаномовних становила 0,6 % від усіх жителів.
За віковим діапазоном населення розподілялося таким чином: 30,1 % — особи молодші 18 років, 57,7 % — особи у віці 18—64 років, 12,2 % — особи у віці 65 років та старші. Медіана віку мешканця становила 33,5 року. На 100 осіб жіночої статі у селищі припадало 102,6 чоловіків;  на 100 жінок у віці від 18 років та старших — 91,2 чоловіків також старших 18 років.
Середній дохід на одне домашнє господарство  становив 46 588 доларів США (медіана — 32 222), а середній дохід на одну сім'ю — 51 662 долари (медіана — 41 875). За межею бідності перебувало 23,3 % осіб, у тому числі 30,3 % дітей у віці до 18 років та 10,5 % осіб у віці 65 років та старших.
Цивільне працевлаштоване населення становило 65 осіб. Основні галузі зайнятості: освіта, охорона здоров'я та соціальна допомога — 27,7 %, мистецтво, розваги та відпочинок — 15,4 %, транспорт — 12,3 %, будівництво — 12,3 %.